# She'll be right

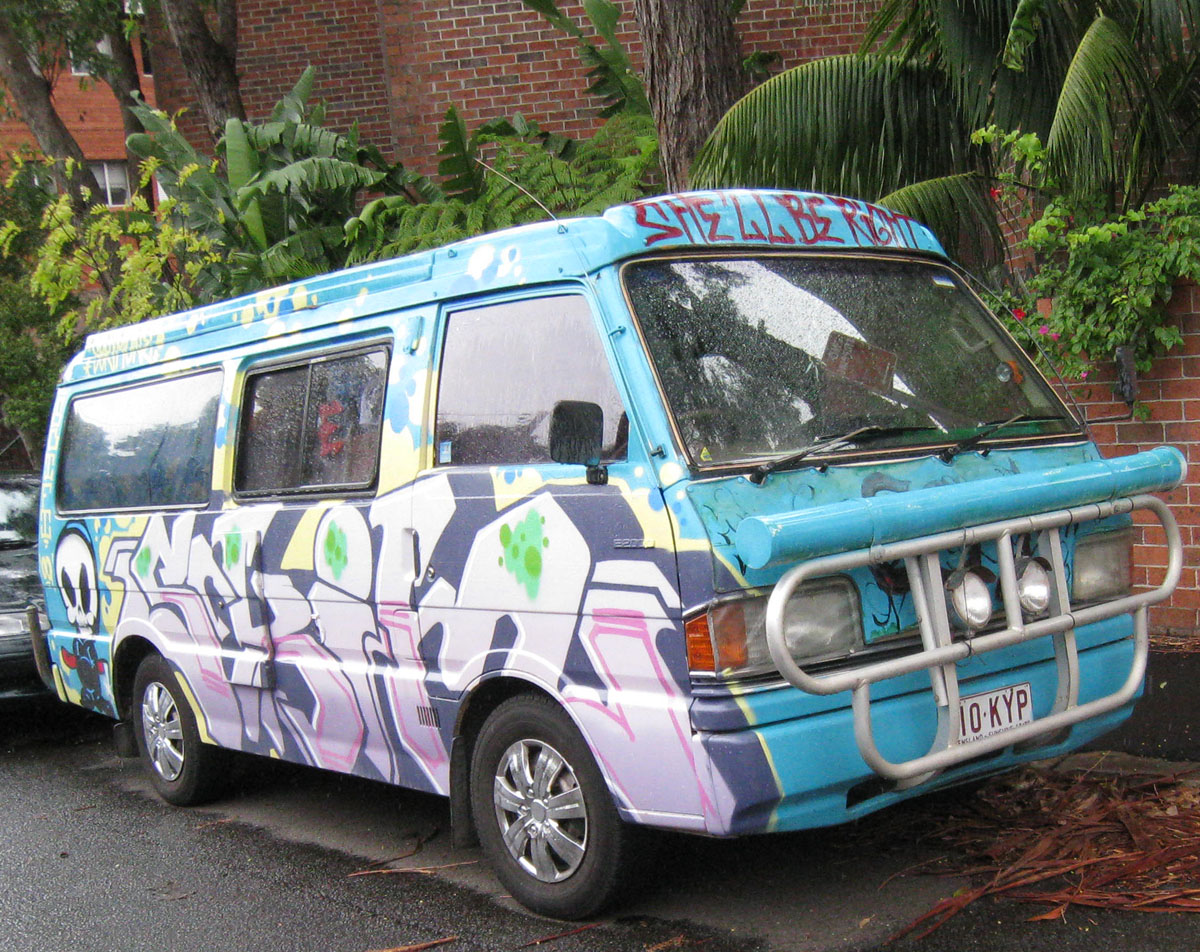
Graffiti en una furgoneta con la expresión "she'll be right" encima del parabrisas

She'll be right ("ella estará bien", traducido al español de manera literal, y a menudo seguido de un término amistoso, como mate -ver 4ª definición-) es una expresión utilizada con frecuencia en la cultura australiana y neozelandesa que expresa la creencia de que "lo que está mal se corregirá solo con el tiempo", lo cual es considerado como una perspectiva optimista o apática.    El término también puede usarse para referirse a una situación u objeto que no es perfecto pero sí lo suficientemente bueno para cumplir su propósito.
En este contexto, "she" lo representa todo, permitiendo que la frase se use tanto en circunstancias de extrema dificultad como en un registro informal refiriéndose a eventos cotidianos. Los términos relacionados que también se usan con el mismo significado incluyen She'll be apples (Australia) y She's good (Nueva Zelanda).